# Andrea Caldarelli

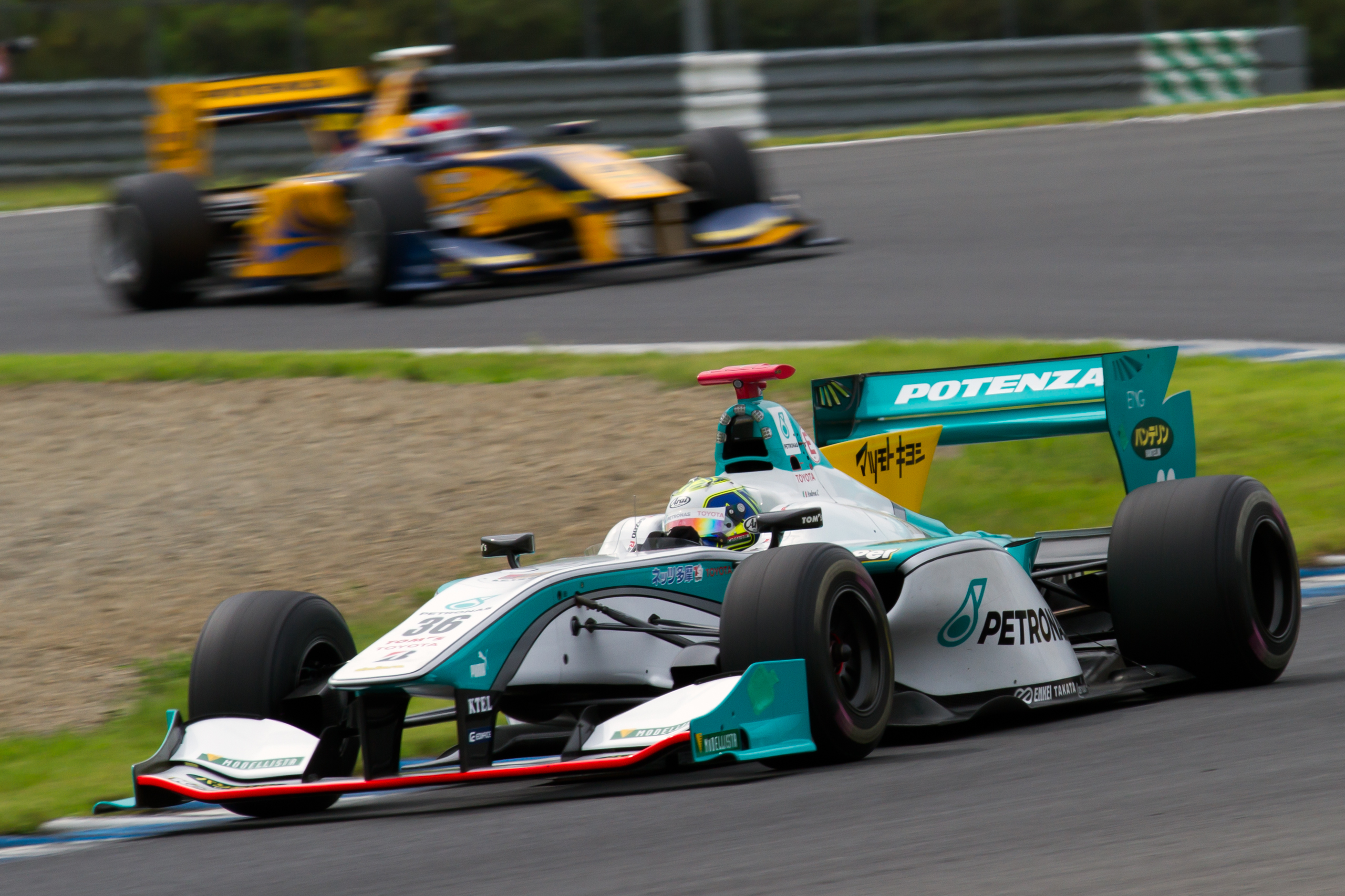
Caldarelli in 2014

Andrea Caldarelli (Pescara, 14 februari 1990) is een Italiaans autocoureur die onder andere heeft deelgenomen aan de Eurocup Formule Renault 2.0 en de Formule 3 Euroseries. In februari 2011 werd bekend dat hij en Oliver Turvey in de GP2 Asia Series gaan rijden voor het team Ocean Racing Technology.